# Poecilia gillii
Poecilia gillii es un pez de la familia de los poecílidos en el orden de los ciprinodontiformes.

## Morfología
Los machos pueden alcanzar los 6 cm de longitud total y las hembras los 10,5 cm.

## Distribución geográfica
Se encuentran en los ríos atlánticos de Centroamérica: desde Guatemala hasta Costa Rica. También en Panamá.